# Minibiotus vinciguerrae
Minibiotus vinciguerrae är en djurart som tillhör fylumet trögkrypare, och som beskrevs av Maria Grazia Binda och Giovanni Pilato 1992. Minibiotus vinciguerrae ingår i släktet Minibiotus och familjen Macrobiotidae. Inga underarter finns listade i Catalogue of Life.